# 李树乡
李树乡，是中华人民共和国湖南省怀化市新晃侗族自治县下辖的一个乡镇级行政单位。

## 行政区划
李树乡下辖以下地区：
三江村、岁溪村、大晏村、龙兴村、岑朗村、坪地村、红星村、枫木村、科赖村和龙塘村。